# Torres Inguches
As torres Inguches em russo:  Ингушские башни são monumentos únicos da arquitetura inguche medieval. Elas representam um conjunto defensivo surpreendentemente monumental com edifícios de pedra para defesa e observação. Localizada predominantemente no distrito de Dzheirakhsky, mas também no distrito de Sunzha da Inguchétia.
Os cientistas acreditam que a construção de torres no norte do Cáucaso se iniciou na antiguidade, ligando-a aos restos de habitações ciclópicas megalíticas (de acordo com a datação de pesquisadores de Inguche - II - I milênio a.C.) encontradas no território das antigas vilas de Targim, Khamkhi, Egikal, Doshkhakle, Kart e outros. Na Idade Média, começou um período de renascimento da cultura das torres do norte do Cáucaso, cujo fenômeno, segundo os pesquisadores, se manifestou mais claramente nas montanhas da Inguchétia, que receberam o nome de "país das torres". Atualmente, restam apenas as torres de batalha nas montanhas da Inguchétia, sendo identificadas mais de 120 torres. Muitos locais e monumentos históricos permanecem inexplorados devido à inacessibilidade e devido a várias restrições relacionadas à zona de fronteira.
A questão da datação das estruturas das torres também permanece um problema: elas variam dos séculos XIII a XIV até os séculos XVI e XVII, e também a questão de sua preservação. Danos significativos à arquitetura da torre dos Inguche foram causados como resultado de expedições punitivas dos tempos czaristas, bem como durante a deportação do povo inguche, em 1944: quase metade de seus monumentos foram destruídos.

## Origem e Desenvolvimento

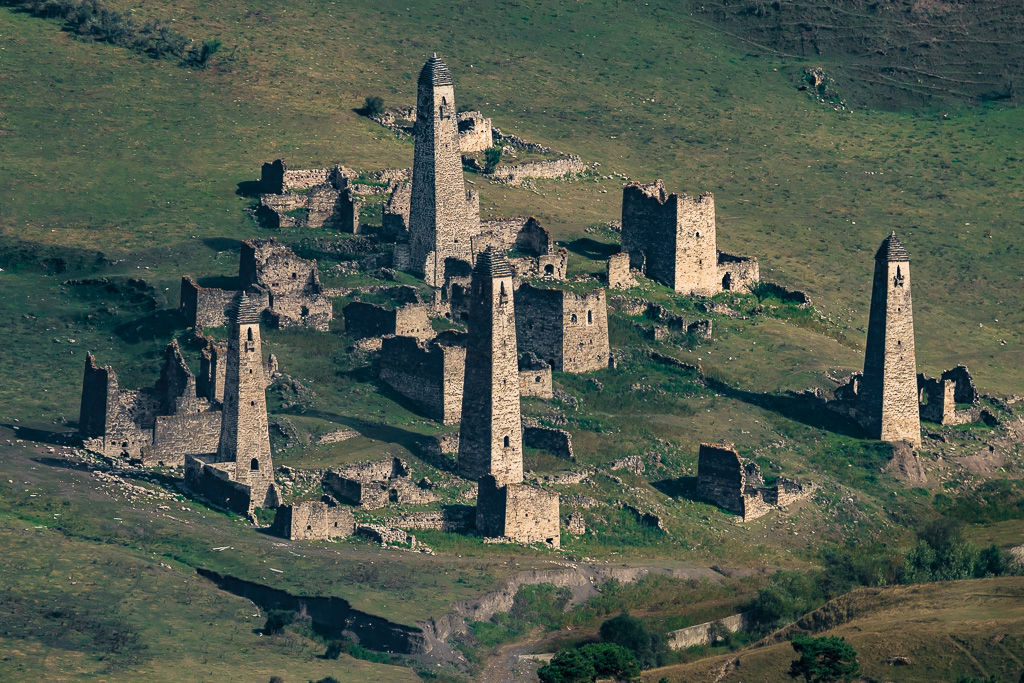
Targim

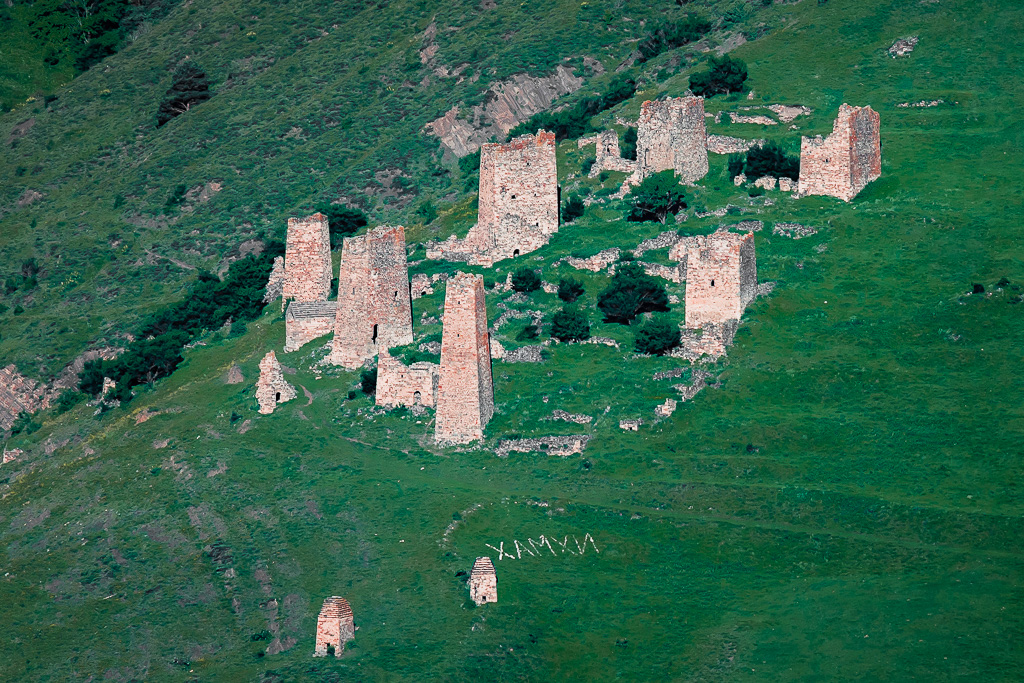
Hamhi

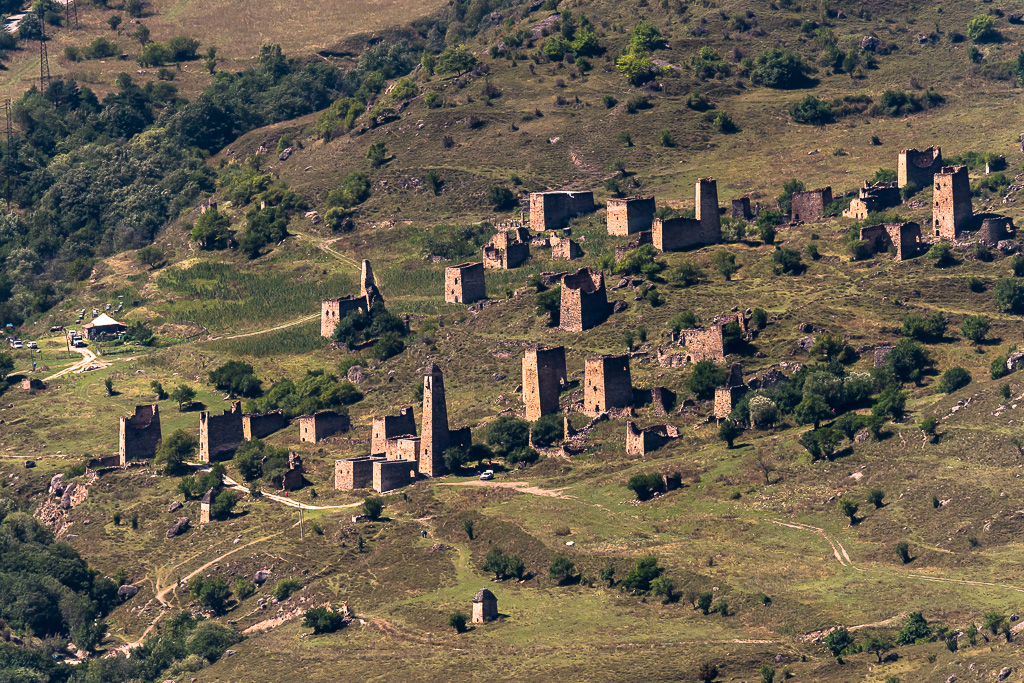
Egikhal

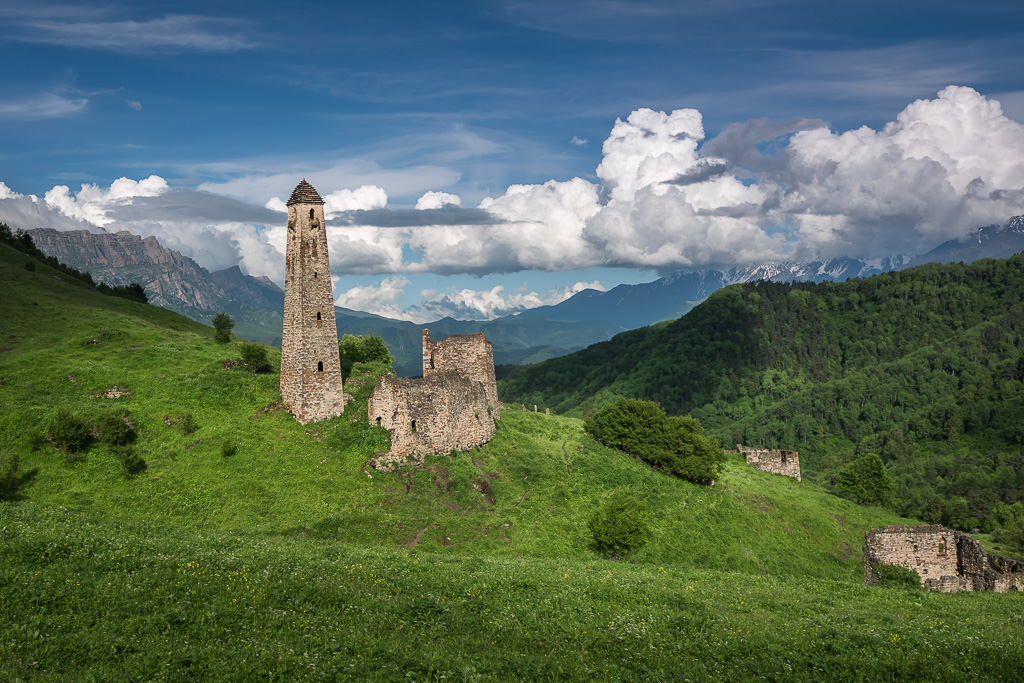
Kart

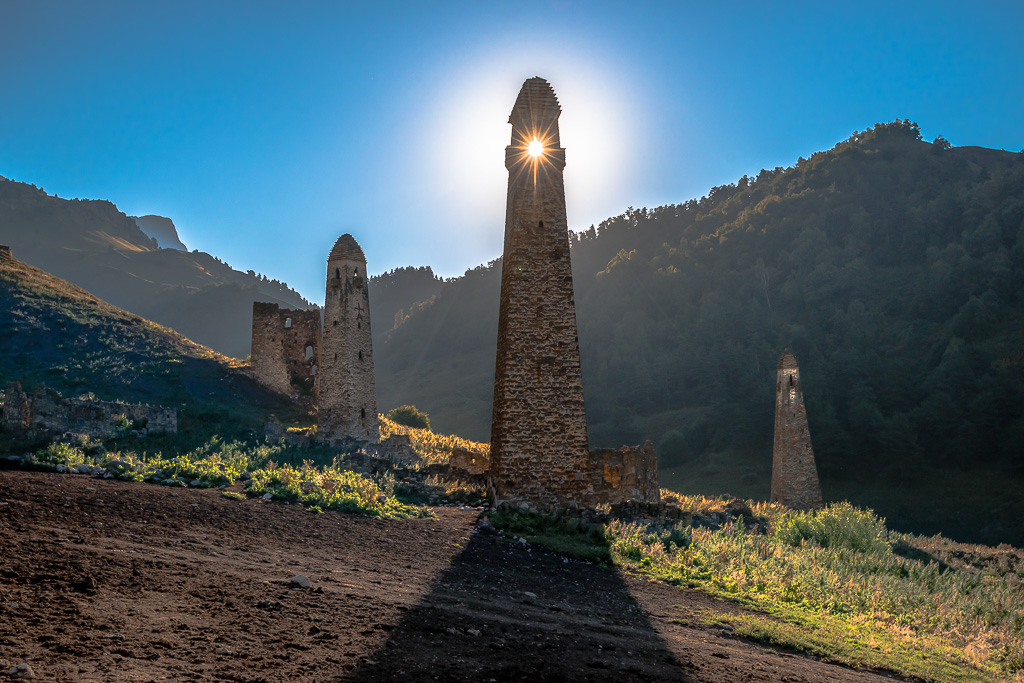
Niy

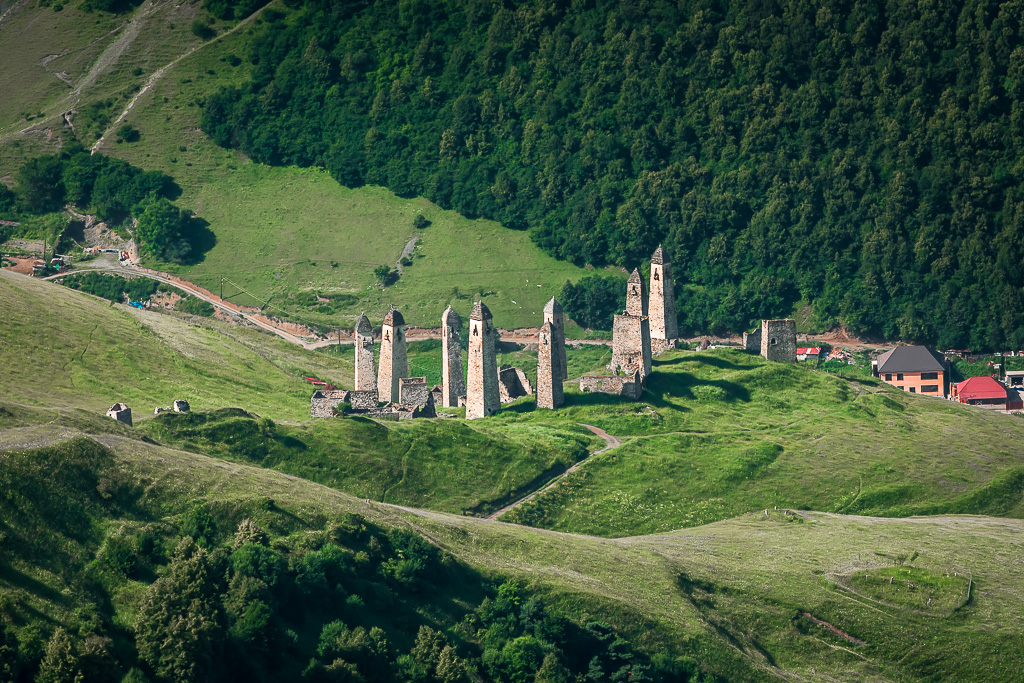
Erzie

Estruturas de torres de pedra existiam entre as antigas tribos Inush Koban do norte do Cáucaso no final do milênio II-I a.C.. Os restos de edifícios ciclópicos megalíticos de grandes lajes e blocos de pedra que foram preservados na montanhosa Inguchétia estão localizados perto das cidades das antigas torres de Targim, Hamkhi, Egikal, Doshkhakle, Kart do neolítico. Normalmente, esses edifícios serviam como paredes de barreira, erguidas em frente à entrada da caverna ou ao redor da habitação. As estruturas ciclópicas foram substituídas ao longo do tempo por estruturas feitas de pedra de rocha comum com o uso de uma solução de ligação. Pedras arredondadas quase nunca foram usadas, pois se conectavam mal entre si. É muito difícil estabelecer a datação do início de tais estruturas: alguns cientistas a atribuem aos primeiros séculos de nossa era, outros ao século VIII d.C.. Como resultado de escavações arqueológicas em várias habitações megalíticas, foram encontrados restos de cerâmica que datam do primeiro milênio a.C., período da cultura Koban.
Pelos sinais de planejamento, técnica de alvenaria e algumas outras características, os edifícios ciclópicos têm características comuns com as estruturas de torre posteriores das regiões montanhosas da Inguchétia. Os pesquisadores observam a continuidade da arquitetura da torre Inguches, que foi altamente desenvolvida na Idade Média, a partir da tecnologia de construção de pedra que existe nas montanhas do Cáucaso Central desde o período antigo.
O renascimento da cultura das torres do norte do Cáucaso, que ocorreu durante a Idade Média, segundo os pesquisadores, se manifesta mais claramente nas montanhas da Inguchétia. É aqui que, em termos quantitativos e qualitativos, a construção de torres recebeu o maior desenvolvimento. Esse fato, assim como as tradições etnogenéticas dos povos que vivem nesta região e muitas características do arranjo da arquitetura, enfatizando a unidade de sua origem, permite a vários pesquisadores considerar que os fundadores da construção de torres na zona montanhosa, cobrindo o território da moderna Inguchétia, Chechênia e a parte montanhosa do leste da Geórgia, são tribos Ingush.
Cerca de 150 assentamentos foram localizados na zona montanhosa da Inguchétia, em específico, no território do atual distrito de Dzheyrakhsky. Todos os assentamentos consistiam em complexos de torres residenciais de pedra, com raras exceções, cada um deles com torres de semi-combate e batalha. Muitas aldeias eram complexos fortificados de castelos, que incluíam uma ou mais torres de batalha e semi-batalha, combinadas por altos muros de pedra defensivos com prédios residenciais. As torres de batalha, que têm proporções harmoniosas, combinadas com a força das muralhas, atingem uma espessura de cerca de um metro na base e demonstram claramente o alto nível de desenvolvimento da arquitetura medieval dos Inguches. Ao mesmo tempo, são uma ilustração de sua época, cuja vida cotidiana era baseada em guerra e luta pela sobrevivência. O constante reflexo de agressões externas, confrontos internos, bem como a localização geográfica na encruzilhada da Transcaucásia para as planícies do norte do Cáucaso - todas essas circunstâncias forçaram o Inguche a construir fortes casas de pedra.
Expandindo gradualmente com o aumento da população, o assentamento medieval se transformou em um complexo fortificado, no qual havia todos os atributos de uma fortaleza medieval - altas torres de batalha, muralhas, residências e dependências. Cada um desses assentamentos era uma associação única, auto-suficiente e forte de vizinho-a-vizinho. Todas as relações com o mundo exterior eram reguladas através da instituição de idosos, cujas atividades eram estritamente reguladas de acordo com a lei popular - o adat. Em sua forma externa, esses assentamentos se assemelhavam a pequenas “cidades medievais”, nas quais havia uma política única, na qual eram colocados os interesses de “cidadãos livres e iguais”. Esses interesses prevaleciam em todos os aspectos com o mundo exterior e eram limitados apenas pelos interesses dos vizinhos - as vilas e cidades próximas. Em cada um desses assentamentos havia um ancião eleito ("prefeito"), a quem a população local era obedientemente subordinada. Os desfiladeiros das montanhas, que agrupavam várias dezenas de assentamentos medievais, também eram uma espécie de "federação de cidades e vilas" com suas próprias características e peculiaridades distintas. Como regra, cada desfiladeiro desse tipo tinha seu próprio centro político, semelhante à capital, que geralmente era o maior assentamento do desfiladeiro, localizado na área estrategicamente mais vantajosa que controla as rotas de trânsito.
Segundo os pesquisadores, os edifícios da torre Inguche se destacam entre as torres dos países vizinhos com sua graça e uma abundância de pequenos detalhes arquitetônicos feitos na pedra dos alimentadores de cavalos montados nas paredes e cercas; pedras - pautas, agindo como bobinas; a presença de detalhes de pedra sobre as janelas, entre outros. Tudo isso confere uma imagem pitoresca às torres Inguche. Outra diferença importante entre as torres de batalha Inguche e outras torres caucasianas é sua altura significativa em relação à base de 10:1.

O famoso arqueólogo soviético e especialista caucasiano E. E. Krupnov em sua obra fundamental, Medieval Inguchétia escreve: 
| “ | «Ингушские боевые башни являются в подлинном смысле вершиной архитектурного и строительного мастерства древнего населения края. Она поражает простотой формы, монументальностью и строгим изяществом. <…> Ингушские башни для своего времени были подлинным чудом человеческого гения, как для нашего столетия новые шаги человека в небо». | ” |

| “ | As torres de batalha dos Inguches são, no verdadeiro sentido, o auge das habilidades arquitetônicas e de construção da população antiga da região. É impressionante em sua simplicidade de forma, monumentalidade e graça estrita. (...) Para seu tempo, as torres Inguches eram um verdadeiro milagre da genialidade humana, como nos nossos novos passos humanos do século no céu. | ” |

## Arte de construção Inguche

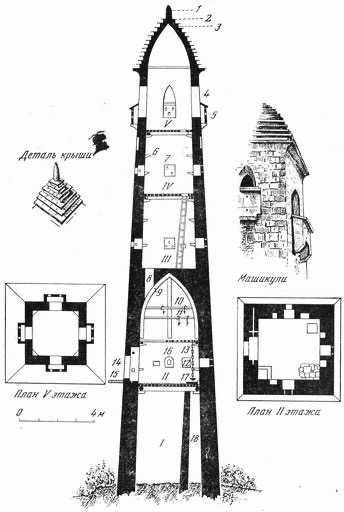
Torre de batalha Inguche. Figura de I.P. Shcheblykina de 1928

A escolha do local de construção dos assentamentos das torres e suas fortificações (batalhas, torres de meia batalha, muralhas defensivas etc.) dependiam de uma combinação de vários fatores. Como regra, o assentamento era baseado no local mais estrategicamente vantajoso: na estrada, na travessia do rio, na entrada do desfiladeiro, o que tornava possível o controle das rotas de comunicação. Ao escolher um local de assentamento, as condições naturais do terreno e a qualidade do solo também eram levadas em consideração. Os assentamentos nunca se basearam em terrenos adequados para a agricultura, uma vez que a enorme escassez de tais terras nas montanhas obrigou literalmente a usar todos os fragmentos para semear, cujo valor na economia dos montanhistas de Inguche era muito alto. Para a construção de assentamentos de torres, em regra, foram escolhidas as áreas mais áridas com solo rochoso, e algumas vezes foram construídas em rochas nuas.
Além disso, fatores de segurança de desastres naturais de vários tipos também foram levados em consideração: avalanches, terremotos, inundações, deslizamentos de terra e outros. Portanto, eles tentaram não construir em áreas que representam esse perigo. As aldeias foram fundadas perto de fontes com água potável, que, devido aos inúmeros pequenos rios e nascentes, não faltavam. Um grande número de aldeias está localizado próximo aos principais rios da montanha de Inguchétia - Assy e Armha. A estética e a ordem das estruturas da torre foram rigorosamente observadas.
A construção da torre Inguche era organizada solenemente, acompanhada de vários rituais. As primeiras fileiras de pedras foram manchadas com o sangue de um animal sacrificado. Os deveres do cliente eram alimentar bem o mestre e ele tinha que mostrar completamente suas habilidades de construção. Durante o trabalho, os pedreiros não usavam os andaimes externos, tudo era feito por dentro, a partir de pisos especiais, que podiam repousar em nichos, ninhos para futuros pisos e chapas de canto que se projetavam nos cantos dos edifícios com nervuras. As torres de batalha eram mais cuidadosamente erguidas. Então, quando se tratava de criar um telhado piramidal, o mestre trabalhava do lado de fora, sustentado por cordas. Depois de terminar a alvenaria, ele exigia uma placa de "autoria" e, na entrada da torre, deixando uma marca da palma da mão na solução ainda úmida ou circulou seus contornos com um cinzel na pedra. Existem várias canções folclóricas de Inguche sobre a construção de torres que glorificam sua beleza, habilidade e talento dos mestres. Um deles é chamado de "Illy sobre como a torre foi construída".
A construção da torre Inguche teve que ser concluída em um ano (365 dias). Se ele se arrastasse, o clã que ordenou a torre era considerado fraco. Se a torre construída após algum tempo desmoronasse, a família também era responsabilizada: significa que os construtores não foram totalmente pagos por fraqueza e pobreza (na Inguchétia, que não conhecia as diferenças de classe, o bem-estar da família teve um papel crucial). No entanto, com os construtores que cometeram erros graves, eles preferiram não trabalhar mais. Todos os arquitetos eram conhecidos pelo nome, a construção das torres era uma ocupação extremamente honrosa. Pela instalação da pedra do castelo que coroava o teto da torre de batalha, os mestres generosamente recompensaram.

### Mestres construtores Inguches
Na Inguchétia medieval, uma das áreas mais desenvolvidas foi a construção. Se quase todo aldeão poderia pegar uma pedra, levá-la ao local da construção e fazer um tratamento grosseiro, para dar à pedra a aparência e a forma, mas para fazê-lo com precisão de "jóias", aparando as arestas e os cantos, provavelmente apenas uma mestre. Isso precisava ser estudado, para isso, eram necessárias ferramentas, conhecimentos e destreza adequados, adquiridos apenas com a experiência. Na literatura científica, existem algumas informações sobre a existência na indústria da construção e certas "especialidades" - mineiros de pedra, cortadores de pedra e transportadores contratados.
Ainda mais complexo e exigindo treinamento especial era o ofício do construtor. Supondo que a construção de edifícios residenciais e domésticos não muito complexos pudesse ter sido realizada sem a participação de um artesão profissional, sendo feita pelos próprios moradores. A construção de torres de batalha, no entanto, “exigia alta habilidade, anos de experiência, conhecimento e habilidades técnicas, certamente estava nas mãos de artesãos individuais ... e era um círculo bastante limitado de construtores especializados”.
Obviamente, os construtores, "trabalhadores de pedra", especializados na construção de edifícios residenciais sólidos de vários andares, vários tipos de criptas, templos e santuários. Além disso, a construção de edifícios religiosos associados a conceitos sagrados para os montanheses só poderia ser confiada a mestres selecionados. Para o mestre, essa confiança era uma grande honra, reconhecimento pela sociedade de seus méritos profissionais e altas qualidades morais e éticas. Mestres de construção reconhecidos e famosos da Idade Média foram:
- Yand de Erzy;
- Dugo Akhriev, Dyatsi Lyanov e Khazbi Tsurov de Furtoug;
- Bucky Barkhanoev de Duna;
- Erda Dudarov de Hooley superior;
- Arsamak Yevloyev de Yovli;
- Hing Haniev de Hyani;
- Tet-Batyk Eldiev de Targim e muitos outros.[14]

Às vezes, o ofício da construção era uma questão de quase todas as fraternidades familiares, uma espécie de "clã profissional". Tais artesãos reconhecidos - especialmente na construção de torres de batalha ("vov") incluíram os Barkinhoevs das aldeias do Alto, Médio e Baixo Ozig. Os mestres Inguches também eram conhecidos fora da Inguchétia - na Chechênia, Ossétia e Geórgia. Eles foram convidados a construir estruturas e fortificações de torre complexas.

## Torres residenciais
Uma torre residencial ( ингуш., plural h. гӏа́лаш ) era um edifício de pedra quadrado ou retangular, geralmente dobrado em dois ou três andares, com um telhado plano de barro, bem revestido com argila. A altura da torre de três andares alcançou uma média de 10 a 12 metros, e o tamanho da base variou de 5 × 6 a 10 × 12 m. As paredes da torre são estreitas até o topo, que é um detalhe distinto da arquitetura do povo Inguche da Idade Média. Por exemplo, as torres de batalha tinham um ângulo de estreitamento significativo das muralhas, atingindo uma média de 10 a 11 graus, podendo chegar a 14 graus.
A alvenaria das paredes em torres residenciais, que consistiam em blocos de pedra usinados de maneira grosseira, era mais primitiva que a alvenaria de torres de batalha. A tarefa de construir um edifício residencial era diferente de um de batalha, pois exigia a conclusão mais precoce da construção para o assentamento da família, de modo que não se prestou muita atenção à aparência. Em toda parte, nas Torres da Inguchétia, eram construídas torres de argamassa de cal e, no topo, cobertas por uma espessa camada de estuque amarelo ou branco-amarelado; no interior, as juntas de alvenaria eram cobertas com argamassa. Este foi um detalhe característico de todos os monumentos arquitetônicos da zona montanhosa da Inguchétia: torres militares e residenciais, criptas e santuários. Segundo a lenda, leite ou soro de leite e ovos de galinha foram adicionados à composição da solução de cal.

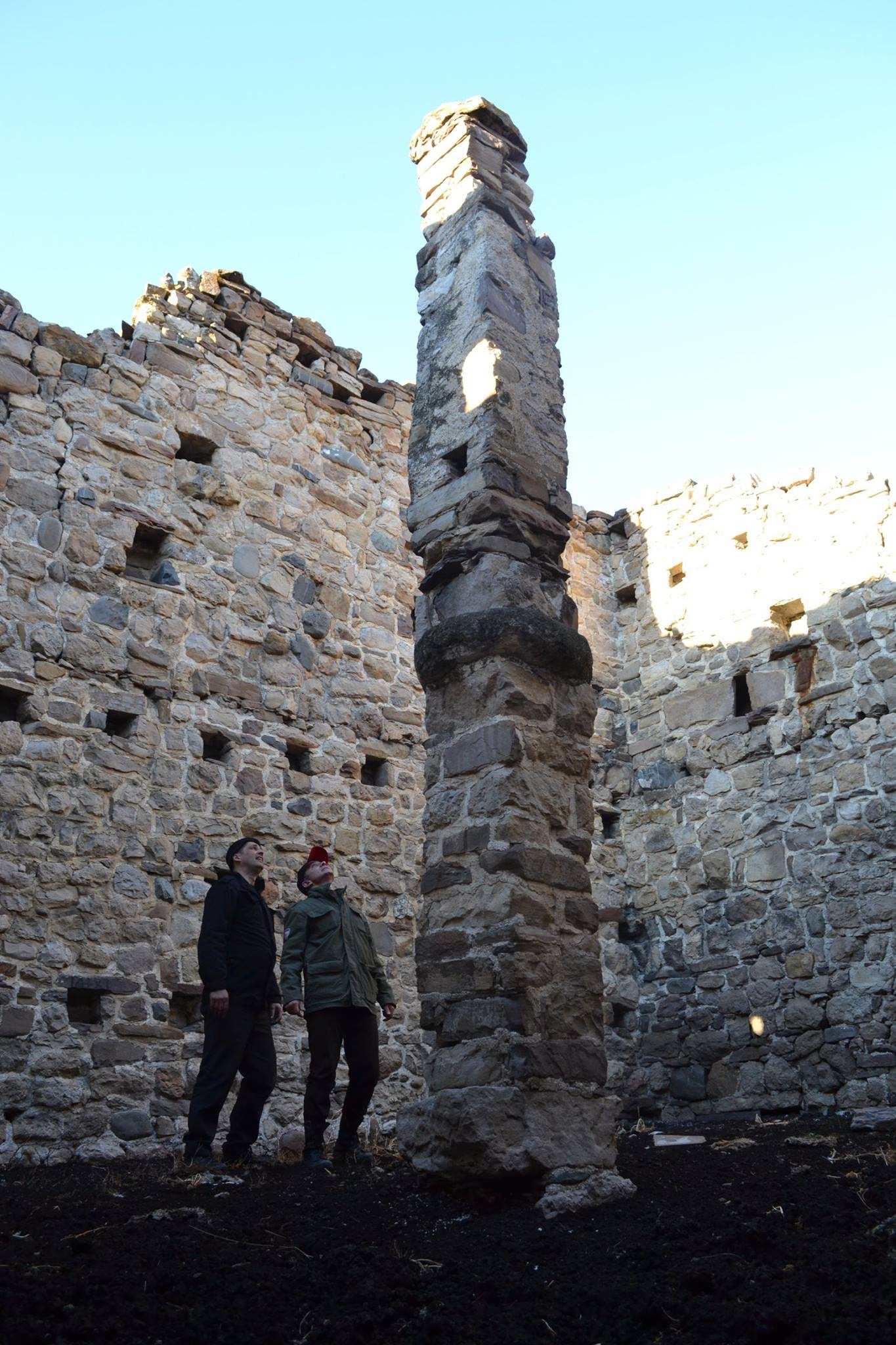
O pilar central da torre residencial Erdabӏoagkha Inguche

O primeiro andar da torre residencial era reservado para um estábulo no qual o gado era amarrado a uma manjedoura. Parte desta sala estava cercada: os grãos eram mantidos num canto. Em alguns casos, todo o segundo andar era liberado para gado pequeno, onde o gado era conduzido ao longo de um piso de madeira disposto para esse fim. Um pilar quadrangular de pedra (“erdabӏoagӏa”) erguia-se no meio da torre desde a base, servindo de suporte para as principais vigas grossas dos pisos. “Feixes mais finos passaram por eles, descansando em uma extremidade contra as pedras do lado oposto, projetando-se paralelas a eles. Um mato era colocado no topo das vigas, sobre o qual a argila era derramada e batida”.
Na maioria das torres, o segundo andar era a sala principal ("lakhera tsa"). A área média era de 40 a 45 m², em algumas torres a área é bastante significativa - 60 a 70 m²) A altura deste andar excedia 3–4 m. Era uma sala espaçosa em que havia os principais utensílios domésticos - roupas de cama, pratos, utensílios de cozinha. Aqui, uma lareira central ("Khuvrch") era arranjada.
Na maioria das vezes, o tempo livre do trabalho e de outras preocupações, a família passava nesta sala. O piso superior era destinado ao armazenamento de alimentos e implementos agrícolas. Era também uma sala de recreação para os hóspedes que, como em uma sala de estar, estavam organizados para a noite em uma sala superior separada, onde um lugar especial para dormir equipado para tal fim. Às vezes, uma varanda era construída no terceiro andar para fins econômicos. Inicialmente, a “gala” também tinha um valor de defesa, o que é confirmado pelos detalhes estruturais da arquitetura: parapeitos de proteção no telhado das torres, o dispositivo de muitas fendas e brechas de visualização, compartimentos para guardar escravos, etc.

## Torres de semi-combate
Os pesquisadores consideram as chamadas torres de semi-combate uma forma transitória entre residencial e torres de batalha. Estas diferem das torres residenciais e de batalha, pois contêm elementos de ambas. Elas eram construídos em 3-4 andares. Na base das torres de semi-combate, a área é quase quadrada e menor em comparação às torres residenciais: seus tamanhos variam de 4,5 a 5 m de largura a 5-5,5 m de comprimento e altura de 12–16 m. Não há pilar central de suporte nessas torres, mas existem varandas com mashikuli com dobradiças, como nas torres de batalha. O teto das paredes, como em torres residenciais, é plano. A entrada também é organizada, como em torres residenciais, no térreo. Muito raramente existem torres de semi-combate, nas quais a entrada, como torres de batalha, está localizada no segundo andar.

## Torres de batalha

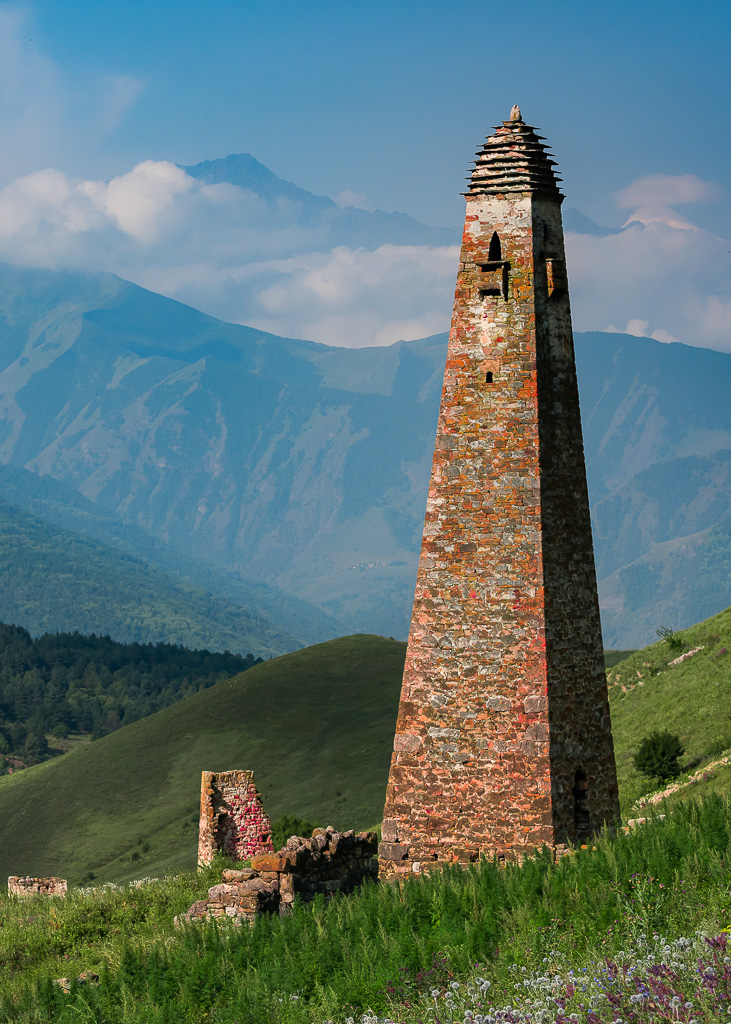
Torre de batalha em Ny

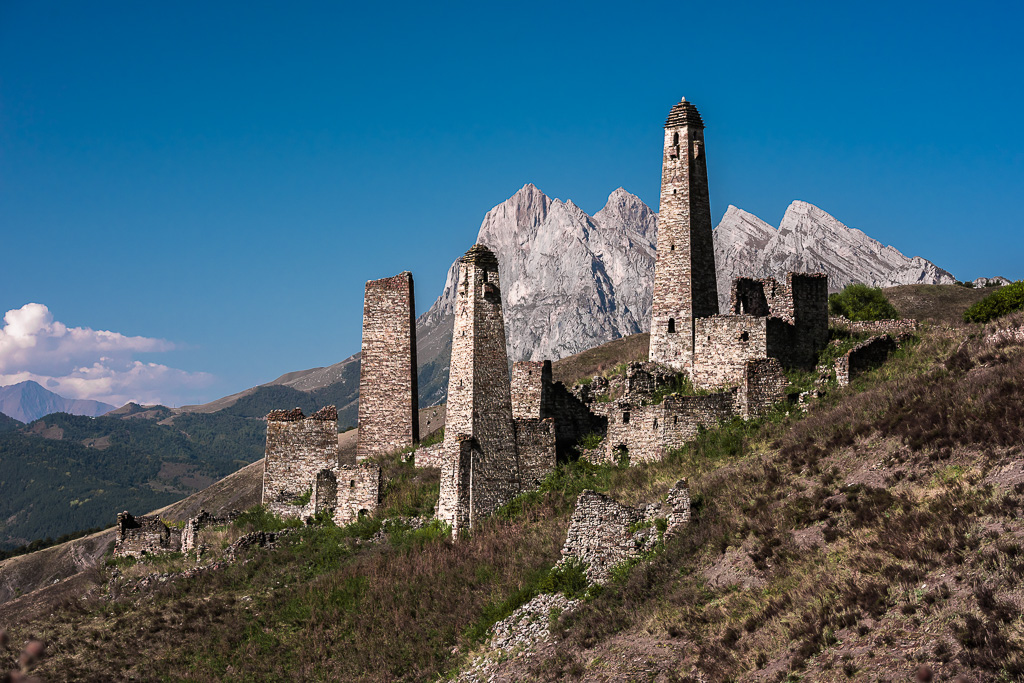
Peeling

O ponto mais exuberante da arquitetura de torres Inguches está associada à construção de torres de batalha. Havia vários tipos nos quais, como explicam os especialistas, é traçada a evolução da tecnologia de construção de estruturas defensivas nas montanhas do norte do Cáucaso. Acredita-se que as torres de batalha apareceram durante o aprimoramento da tecnologia de construção, pela evolução das torres residenciais, primeiro em torres de semi-combate, depois em torres de batalha com um teto plano e, finalmente, em torres com revestimento piramidal. Ao mesmo tempo, o surgimento de torres mais avançadas não significou a interrupção da construção dos tipos anteriores, todas elas continuaram sendo construídas igualmente até o final da Idade Média.
Cada andar das torres de batalha tinha suas próprias funções específicas. Um dos primeiros a tentar caracterizar essas funções foi o arquiteto I.P. Shcheblykin, que escreveu: “o primeiro andar era destinado a prisioneiros, o segundo para guardas e defensores, o terceiro e quarto para defensores e família e o quinto para observadores e família”. O primeiro andar serviu de prisão para cativos e armazenamento de suprimentos agrícolas, para isso eles foram equipados com compartimentos especiais de pedra em forma de cone - compartimentos nos cantos da torre. Só podia ser alcançado através de um buraco quadrado do segundo andar. A entrada da torre era geralmente localizada no nível do segundo andar, o que também privava os inimigos em potencial de invasões surpresa. Era uma porta abobadada, fechada por dentro com persianas de madeira maciça e trancada em uma viga de madeira que se movia na espessura das paredes. E apenas algumas torres localizadas em lugares inacessíveis tinham uma entrada no térreo.
O segundo andar servia de abrigo em caso de cerco. Acima do piso superior, tetos de pedra eram construídos na forma de uma abóbada falsa fechada (de quatro lados) em forma de lanceta. Tal teto, diferente da madeira, não poderia ser incendiado se os sitiantes invadissem e os sitiados fossem trancados no andar de cima. Eles também foram projetados para aumentar a resistência ao terremoto da torre. Assim, completando o segundo andar com um arco de pedra sólido, reforçando todas as quatro paredes, tornou-se um suporte adicional para os andares subseqüentes. Algumas torres de batalha (em particular, o complexo Lyazhgi, construído pelo mestre Hana Hing) para dar-lhes força especial foram reforçadas com um arco de pedra adicional entre o quarto e o quinto andar.
Na maioria dos casos, outros pisos verticais eram separados por pisos de madeira, baseados em bordas e cornijas de pedra especiais. A comunicação entre os pisos era realizada através de caixas de inspeção quadradas - caixas de inspeção equipadas nos cantos das torres - através de escadas em forma de troncos irregulares. Esses corredores entre os andares eram dispostos em zigue-zague. A partir do segundo piso, havia janelas claras, nichos de batalha (brechas) e fendas de visualização em cada andar. “O dispositivo das brechas foi realizado de forma a cobrir todas as possíveis abordagens da torre”.
No nível do último (quinto ou sexto) andar, que era o principal ponto de observação e, ao mesmo tempo, a principal plataforma de batalha, as armas eram armazenadas: pedras, arcos, flechas, armas. Eles estavam cobertos com varandas com dobradiças de pedra especiais - mata-cães ( ингуш). A abertura superior permanecia livre para a observação. O arqueólogo M. B. Muzhukhoev sugere que a escolha de construir um tipo particular de torre defensiva dependia do terreno. Baseado na arquitetura das torres com teto piramidal, que se distinguem pelas maiores defesas, ele acredita que esse tipo de torres foi construído em locais de fácil acesso, cuja abordagem não foi naturalmente fortalecida. Tais torres foram construídas levando em consideração que o inimigo poderia se aproximar das muralhas da torre. Em locais de difícil acesso, do ponto de vista de um possível ataque, foram erguidas torres de telhado plano menos fortificadas.

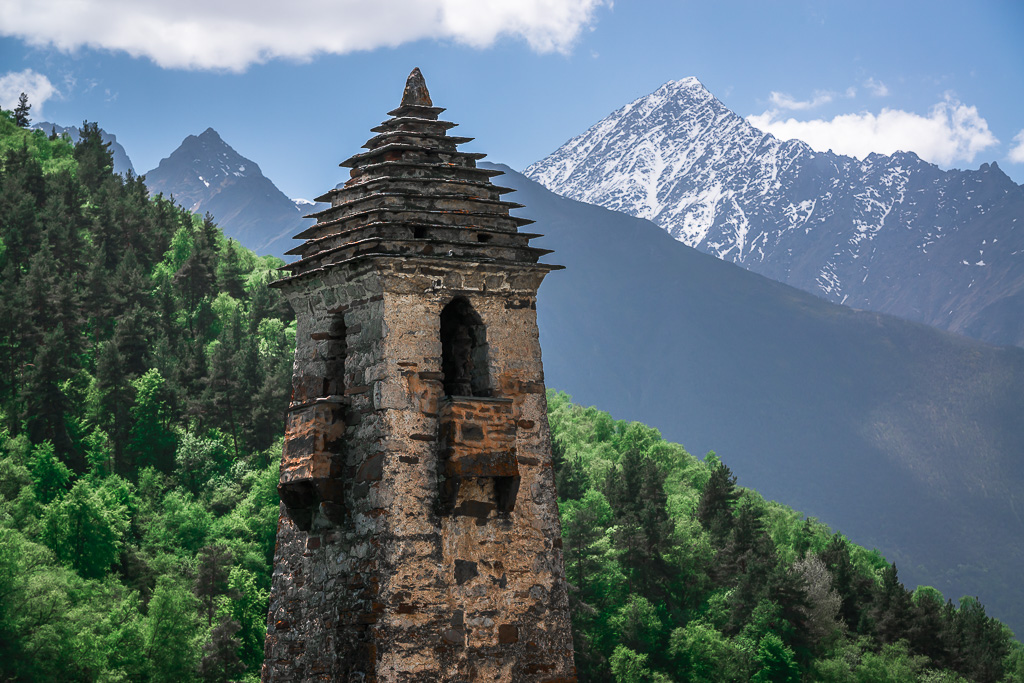
Torre de batalha em Hyani

Do número total de torres de batalha, 50 torres com um teto piramidal, mais de 40 torres têm telhado plano, mais de 30 torres estão em ruínas, não preservadas ou inexploradas.

### Torres piramidais
A maioria das torres com revestimento piramidal foi construída com cinco andares e alcançavam uma altura de 20 a 25 metros. A altura das torres de seis andares podia variar de 26 a 30 metros. Elas são as mais perfeitas em termos de arquitetura e, como regra, fazem parte dos complexos de castelos. Torres semelhantes existiam em vilas como Ezmi Superior e Inferior, Pamet, Dzheyrakh Inferior, Lyazh, Morch, Erzi, Huli Superior, Hyani, Doshkhakle, Kart e Kart Superior, Ozdig Superior e Médio e Baixo, Kiy, Egikal, Pui, Pyaling, Niy e alguns outros.
O teto piramidal da torre, por regra, consistia em treze placas de ardósia e era coroado com uma grande pedra em forma de cone.

### Torres revestidas planas

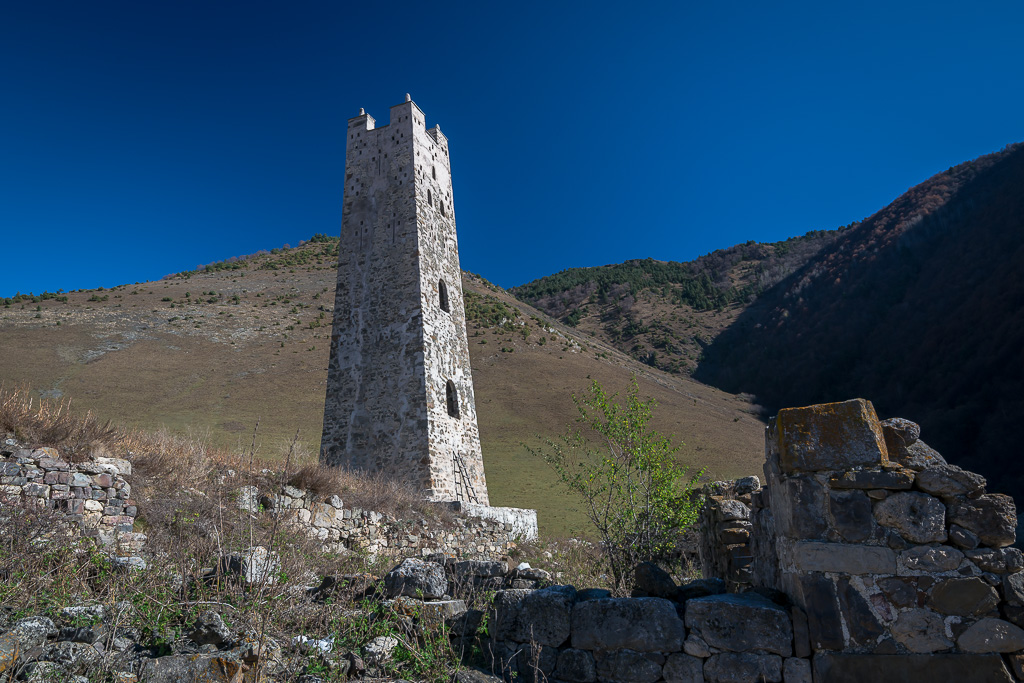
Torre de batalha do século XII, com revestimento plano, no assentamento de Bialgan

As torres de revestimento plano eram geralmente construídas com 4 ou 5 andares. Seu teto de defesa foi reforçado com um parapeito ou um telhado dentado. Sua altura variava em média de 16 (em Metskhal) a 25 m (em Barkin). As torres de combate com revestimento plano, terminadas com um alto parapeito (barreira). Os complexos de castelos da vila eram equipados com torres com ameias nos cantos do telhado.
Um exemplo de uma torre desse tipo também é a torre de batalha de Bialgan. Está localizada na encosta do Monte Myatli, na vila de Bialgan (também chamada Belkhan). É uma torre de batalha de 16 metros com teto plano. Nas proximidades, mais 4 torres residenciais. Estes são monumentos arquitetônicos dos séculos IX e X. No entanto, essa torre específica data do século XII.

## Torres da caverna

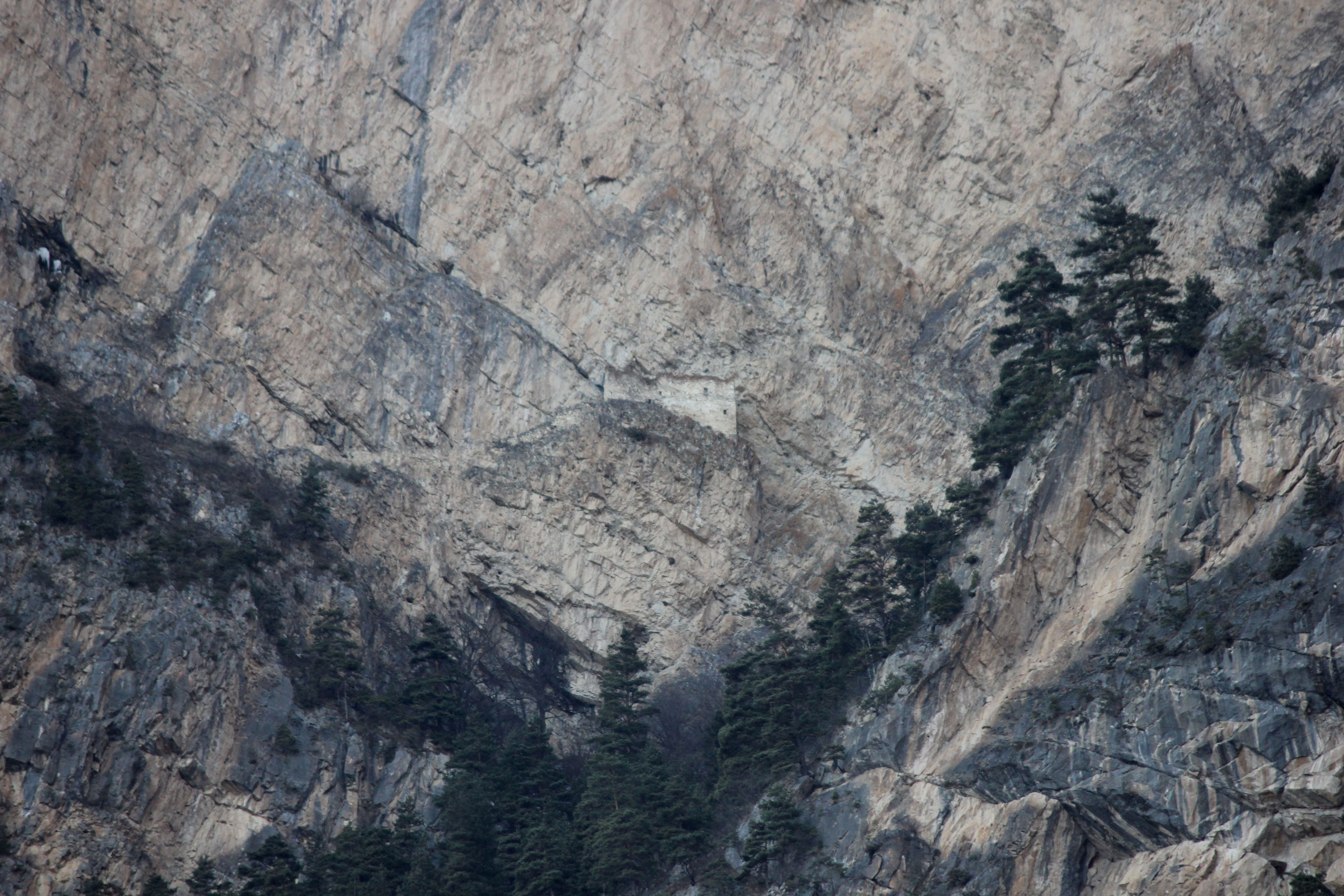
Torre da Donzela
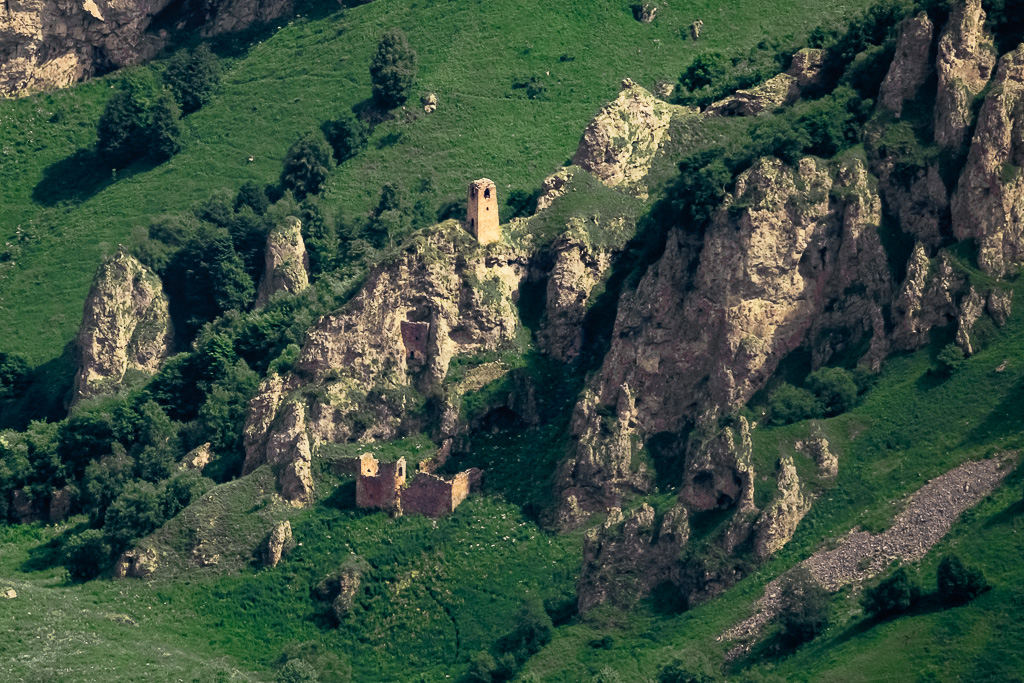
Assentamento da torre "Hai"

## Sistema de sinalização

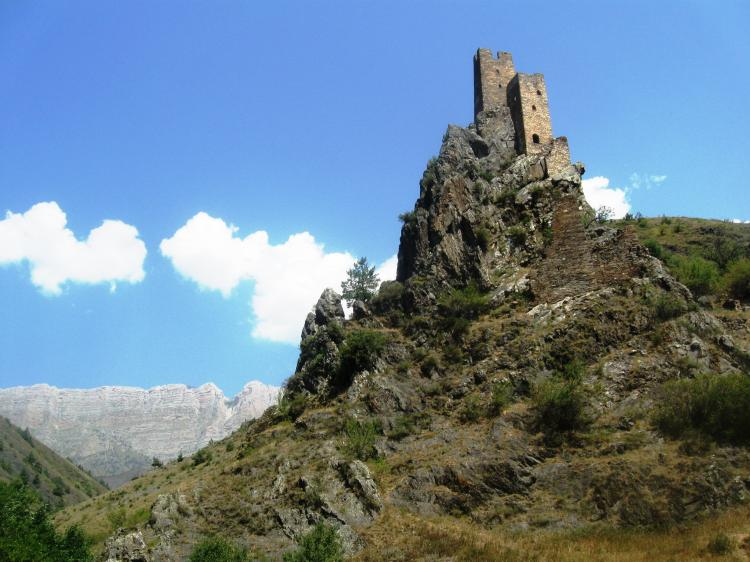
Vovnushki

As aldeias inguches foram construídas próximas umas das outras, com um intervalo de 500 metros a um quilômetro. De uma aldeia sempre era possível distinguir as torres de batalha dos vizinhos: as torres também eram usadas como torres de sinalização, em questão de segundos o sinal de alarme era transmitido por muitos quilômetros. Quase todas as aldeias estavam posicionadas no topo de colinas, encostas de desfiladeiros ou cordilheiras de cumes. Na zona montanhosa da Inguchétia, pode-se ver que as aldeias de torres se esticam de forma contínua ao longo dos vales de Assy, Armha e seus afluentes.
Um dos complexos de defesa de torre mais famosos da Rússia é o complexo Vovnushki.

## Decoração da torre e conexão cultural
Geralmente, na entrada da torre, há uma impressão de palma - das mãos do mestre que ergueu o edifício. Era uma espécie de garantia da força da criação do arquiteto, que é confirmada pelo tempo - as torres sobreviveram a seus criadores por muitos séculos.
Muitas torres são esculpidas com petroglifos. Entre eles estão cartazes parecidos com cartas, desenhos em forma de cruzes, espirais, suásticas, círculos solares, imagens de utensílios domésticos e armas. As torres também representavam símbolos do gênero.
A construção da torre de Inguchétia, um legado vívido da cultura material antiga, é única no Cáucaso e no mundo. Os inguches, como grupo étnico, são indissociáveis da cultura da torre. Acredita-se que, durante muitos séculos, os complexos de torres desenvolveram entre os montanheses inguches um senso estético de beleza, um respeito pela casa, como o santuário da família, que é um dos fundamentos do código de honra de Inguche - Ezdel.

## Galeria

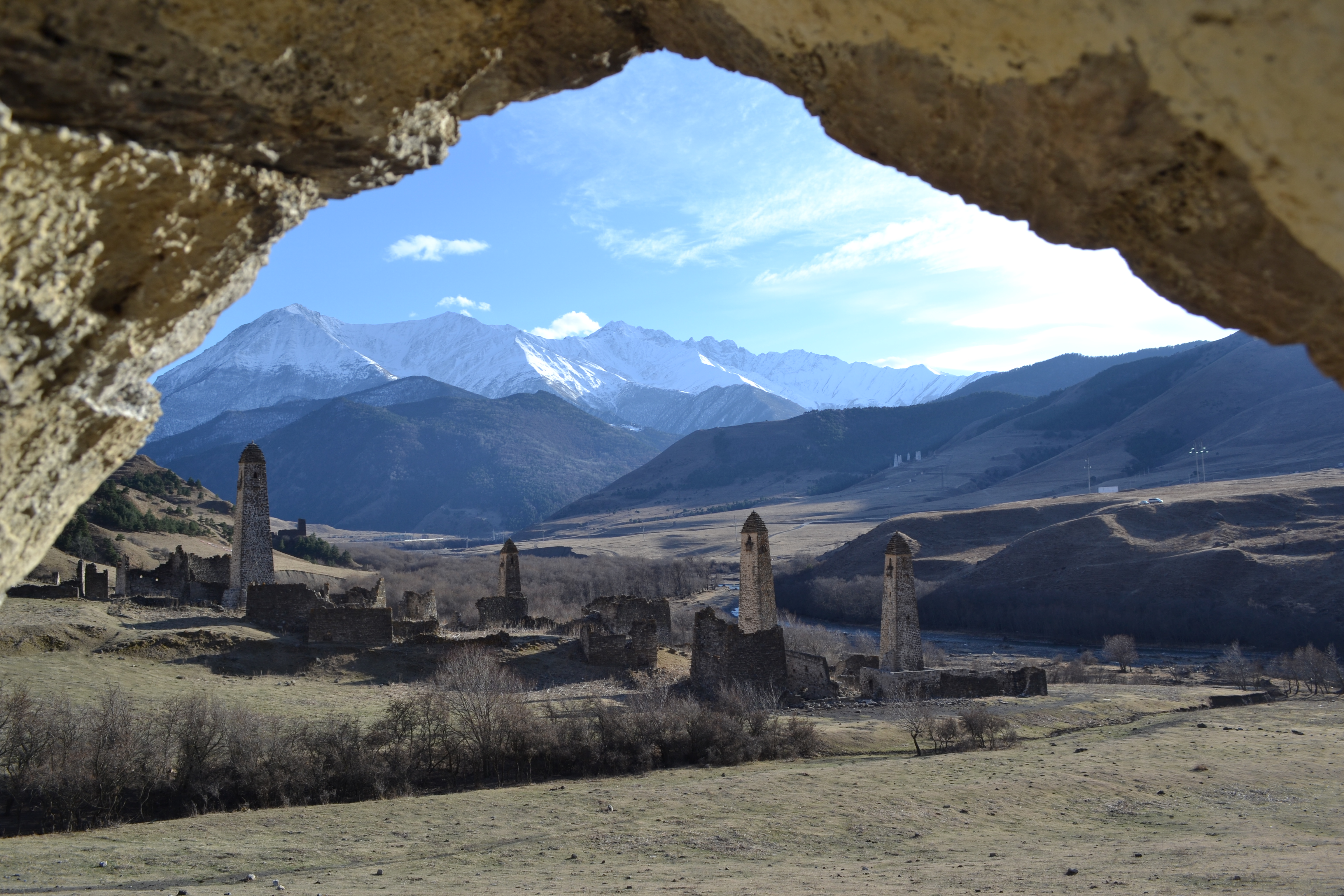
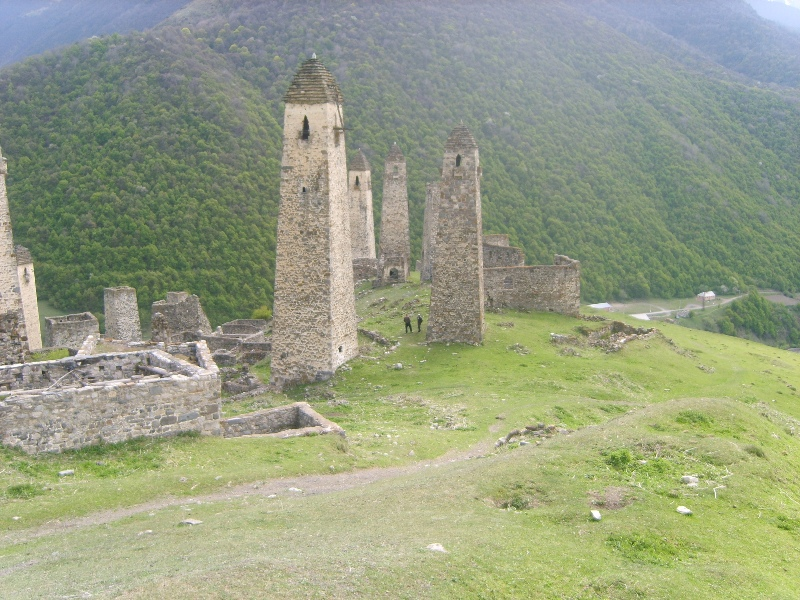
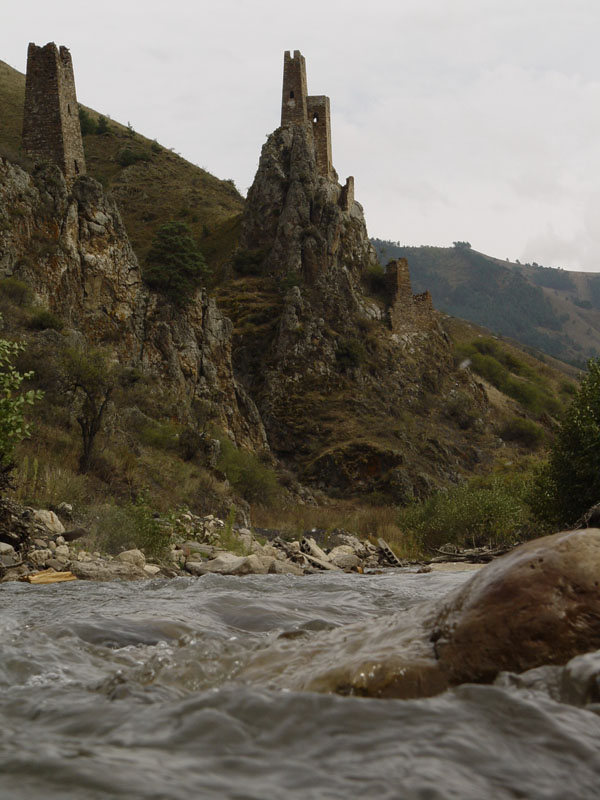
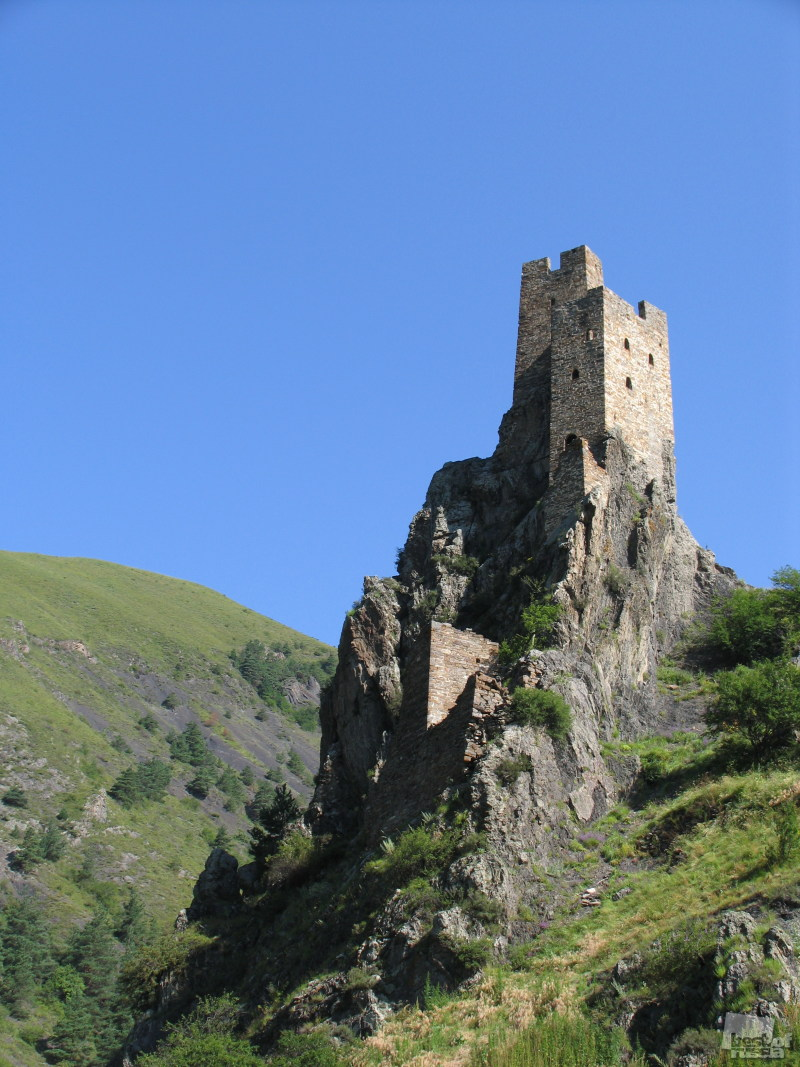
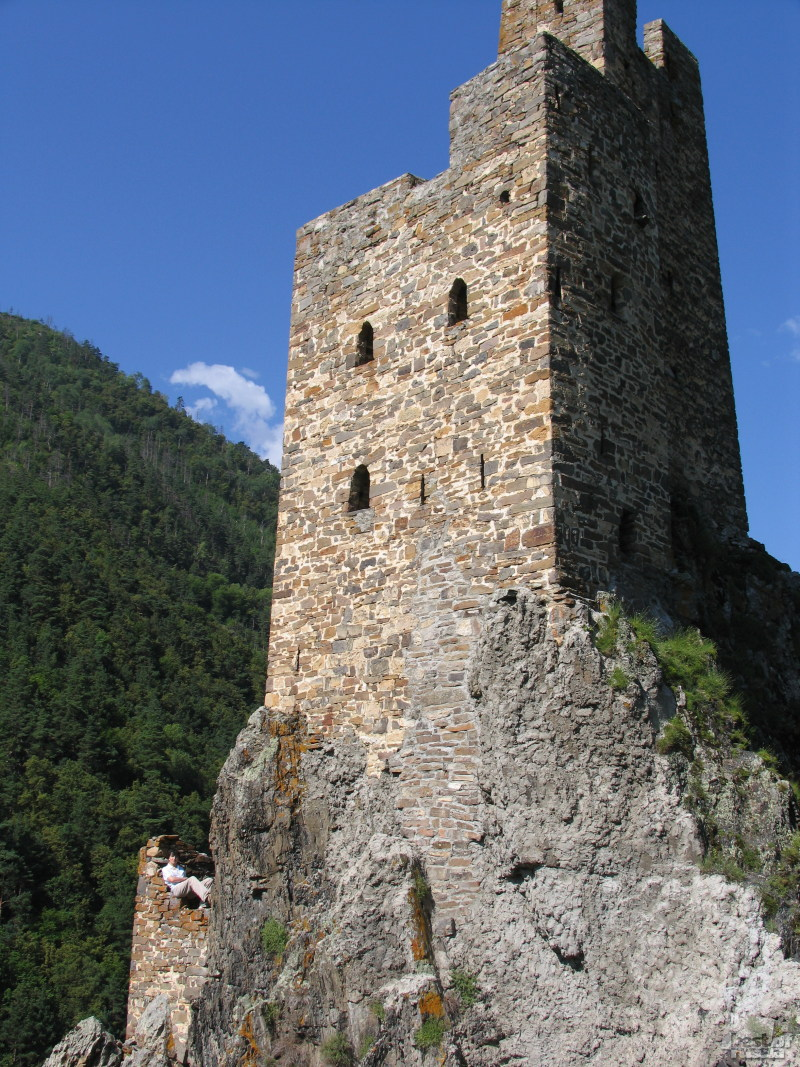
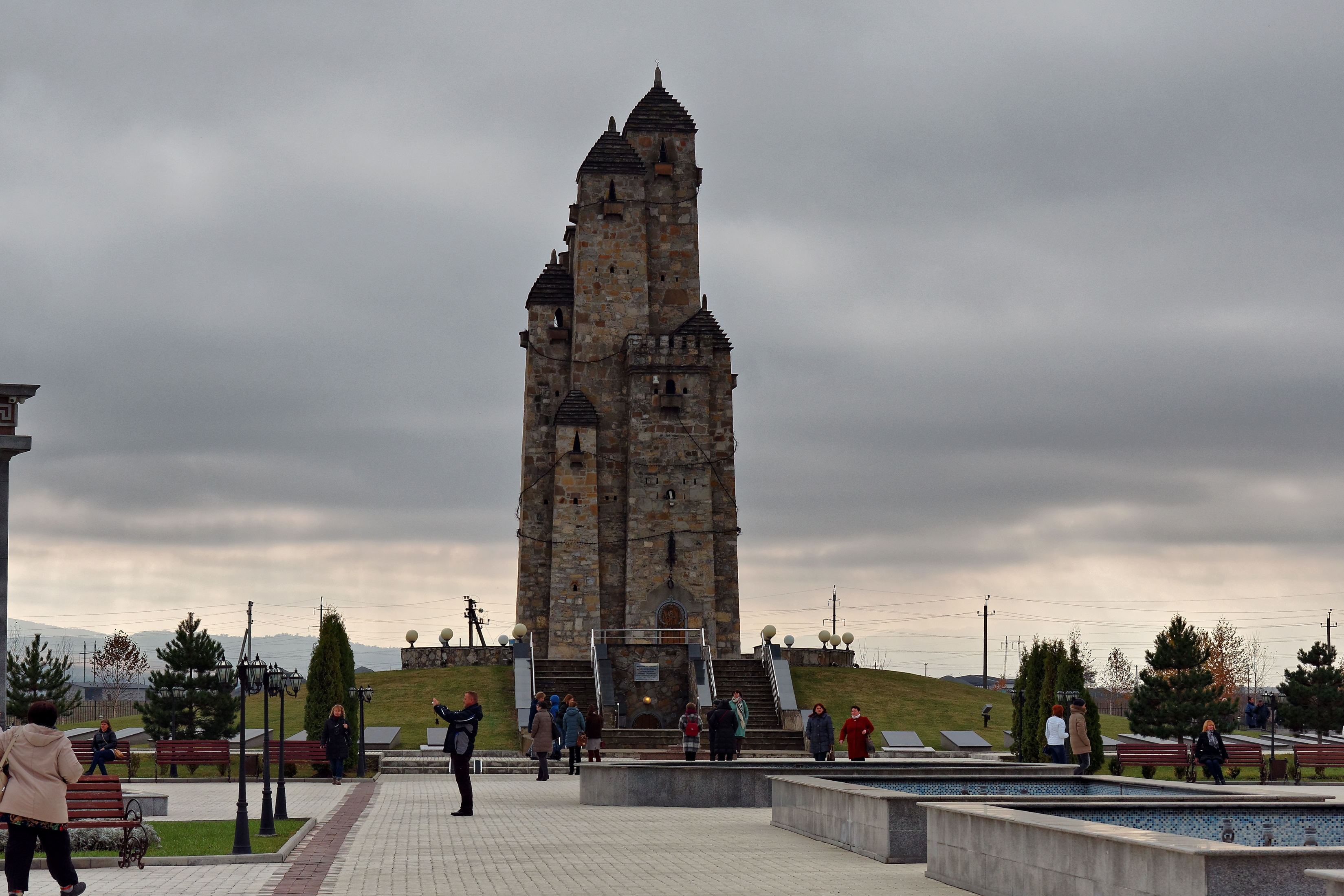

## Literatura
- Belokonsky I. Nas alturas do Cáucaso. M., 1906.
- Vinogradov V. B., Markovin V. I. Monumentos arqueológicos da República Socialista Soviética Autônoma da Chechênia-Inguchê - Grozny, 1966.
- Гольдштейн А. Ф.  Torres nas montanhas.  M., 1977.
- Goldstein A.F. Arquitetura medieval da Chechênia-Inguchétia e Ossétia do Norte. - M.: Nauka, 1975.
- Долгиева М.Б., Картоев М.М., Kodzoev N.D., Matiev T.Kh.  História da Inguchétia.  - 3ª ed.  - Rostov do Don: Southern Publishing House, 2012.
- Крупнов Е.И.  Inguchétia medieval.  M., 1971.
- Марковин В.И.  Algumas características da arquitetura medieval Ingush // Herança arquitetônica.  M., 1975.
- Чахкиев Д.Ю.  Antiguidades da montanha Inguchétia.  - Nazran, 2003.  - T.  1
- Робакидзе Л.И.  Moradias e assentamentos da montanha Ingush  / /  IES..  - vol. II  - Tbilisi, 1968.
- Щеблыкин И.П.  A arte do ingush nos monumentos da cultura material  / /  Anais do INIIK.  - vol. Eu  - Ordzhonikidze, 1928.